# À la recherche de Mister Goodbart
À la recherche de Mister Goodbart est le titre d'un épisode de la série télévisée d'animation Les Simpson. Il s'agit du vingtième épisode de la vingt-huitième saison et du 616e épisode de la série. Il est diffusé pour la première fois le 30 avril 2017 aux États-Unis.

## Synopsis
Après avoir intentionnellement perturbé la fête des grands-parents à l'école élémentaire Springfield, Bart reçoit comme punition d'accompagner la mère de Skinner à l'arrêt de bus. Agnès et le jeune garçon se lient rapidement d'amitié et celle-ci le présente à d'autres femmes âgées qui regrettent de ne pas avoir de petit-fils. Bart décide de profiter de la situation en jouant le rôle d'un petit-fils modèle, dans le but non avoué d'être récompensé de son attention par des cadeaux. Jusqu'au jour où celui-ci fait la connaissance de Phoebe, une pensionnaire qui affirme avoir compris son manège et qui lui propose de l'accompagner pendant quatre jours hors de sa maison de retraite. Bart découvre que celle-ci a pour passion de photographier la nature, ce qui l'amène à réfléchir sur l'importance de consacrer du temps aux personnes âgées, sans rien attendre en retour...
Parallèlement, les habitants de Springfield sont fascinés par un jeu sur téléphone mobile appelé Peekimon Go et en deviennent complètement dépendants. C'est le cas de Homer et de Lisa qui ne se séparent plus de leurs téléphones, ce qui finit par avoir des conséquences inopinées...

## Invités
- Jennifer Saunders (V.F : Véronique Augereau) : Phoebe Pratt

## Réception
Lors de sa première diffusion l'épisode a attiré 2,3 millions de téléspectateurs.